# Artanudj
Artanudj fou la capital d'una branca bagràtida de la Klardjètia.
Vakhtang I Cap de Llop manà construir la fortalesa d'Artanudj al segle v. Al segle vii fou destruïda pels àrabs del Califat Raixidun, però a principi del segle ix fou reconstruïda per Asoci I el Curopalata com a capital del principat georgià de Tao-Klardjètia
Bagrat III l'unificador, rei d'Abkhàzia, va annexionar aquesta branca reial georgiana d'Artanudj, que estava dirigida pels germans Simbaci i Gurguèn, que va fer presoners (1011) i van morir al seu captiveri (1011 i 1012).